# 고려양
고려양(高麗樣) 또는 고려풍(-風)은 고려 후기, 원나라에서 유행한 고려의 여러 풍습과 문물을 일컫는 용어이다. 고려 후기 고려는 여러 해 동안 원나라의 침략을 받았으며 이로 인해 충렬왕부터 공민왕까지는 결혼 정책을 통해 평화를 유지하였다. 이때 원나라와 고려 간에는 문물의 교류가 많았으며, 고려에서도 처녀가 궁녀로 혹은 몽고 귀족의 배필로 뽑혀 간 것이 적지 않았다. 이때 원나라 황실과 귀족, 군인 등의 요구로 인해 결혼도감, 과부처녀추고별감 등이 설치되어 처녀와 과부를 원나라로 다수 보냈다. 그 중에서도 대표적인 사례가 원 혜종의 황후가 된 기황후이다. 이들로 인해 고려의 생활 양식이 원나라의 상류사회에 전파된 것이 많았는데, 이것이 고려양이다. 그 외에도 원나라에 머무르던 고려의 세자궁, 원나라에서 벼슬을 지내던 고려인, 고려에서 원나라로 보낸 공물 등으로 인해 고려의 생활 양식이 원나라 상류층에 퍼지게 되었다.
이때 원나라로 퍼진 문물과 문화의 예시로는 당시 원나라에서 유행하던 윗옷과 아랫옷이 붙은 한 벌의 옷이 아닌 저고리와 치마를 따로 입는 의복 양식, 신발이나 모자 등의 복식 문화, 만두, 떡, 여러 가지 과자, 생선국, 인삼주, 상추쌈 등이 있다. 이러한 고려양의 영향으로 몽골에서는 현재도 고려만두(高麗饅頭)·고려병(高麗餠) 등의 용어가 쓰이고 있다. 고려청자와 담배 등도 이 시기에 고려에서 원으로 전래되었다.

## 같이 보기
- 몽골풍